# Nissan 180SX
Nissan 180SX – coupe osadzone na płycie typu S13 z serii „Nissan S platform”. Nissan sprzedawał ten model tylko w Japonii (na innych rynkach sprzedawany był pod innymi nazwami).
Nazwa 180SX wzięła się z silnika (1.8). W 1991, silnik został udoskonalany do 2.0 a model, zaproponowany w dwóch wersjach: wolnossącej i turbodoładowanej. Chociaż nowy silnik miał większe możliwości, nazwa 180SX pozostała.

## Dane techniczne

### Silniki
|                 | CA18DET                                   | SR20DE                                    | SR20DET                                   |
| --------------- | ----------------------------------------- | ----------------------------------------- | ----------------------------------------- |
| Doładowanie     | pojedyncze turbo                          | N/A                                       | pojedyncze turbo                          |
| Cylindry        | 4                                         | 4                                         | 4                                         |
| Pojemność       | 1809 cm³                                  | 1998 cm³                                  | 1998 cm³                                  |
| Moc             | 131 kW / 6400 obr./min                    | 102 kW / 6400 obr./min                    | 153 kW / 6000 obr./min                    |
| Moment obr.     | 225 Nm / 5200 obr./min                    | 178 Nm / 4200 obr./min                    | 274 Nm / 4000 obr./min                    |
| Napęd           | Tylny                                     | Tylny                                     | Tylny                                     |
| Skrzynia biegów | 4-biegowa automatyczna / 5-biegowa ręczna | 4-biegowa automatyczna / 5-biegowa ręczna | 4-biegowa automatyczna / 5-biegowa ręczna |

### Prędkości
|                     | CA18DET                             | SR20DE                              | SR20DET                             |
| ------------------- | ----------------------------------- | ----------------------------------- | ----------------------------------- |
| 0–100 km/h          | 7,5 s                               | 8,1 s                               | 6,2 s                               |
| 1/4 mili            | 15 s                                |                                     | 14,5 s                              |
| maksymalna prędkość | 180 km/h, elektroniczny ogranicznik | 180 km/h, elektroniczny ogranicznik | 180 km/h, elektroniczny ogranicznik |

### Amortyzatory
- Przód: McPherson strut
- Tył: Multi-link

### Biegi
|          | CA18DET automatyczna | CA18DET manualna | CA18DET manualna | SR20DET automatyczna | SR20DET manualna |
| -------- | -------------------- | ---------------- | ---------------- | -------------------- | ---------------- |
| pierwszy | 3,027                | 3,321            | 3,592            | 2,785                | 3,214            |
| drugi    | 1,619                | 1,902            | 2,057            | 1,545                | 1,925            |
| trzeci   | 1,000                | 1,308            | 1,361            | 1,000                | 1,302            |
| czwarty  | 0,694                | 1,000            | 1,000            | 0,694                | 1,000            |

## Seria 2 Typ X
W latach 1996 do 1998 ograniczono ilość serii 2, ponieważ produkowano typ X. Model ten ma drobne kosmetyczne różnice, w porównaniu do starszych modeli.
Mechaniczne różnice: dostępne tylko w SR20DET blacktop silnik z VVT.

## Podobne samochody
180SX był produkowany na platformie Nissan S, którą współdzielił z innymi pojazdami:
- Silvia – pierwszy model bazujący na platformie S13.
- 240SX – 180SX przeznaczona na rynek amerykański z silnikiem KA24DE.
- Sileighty – 180SX z przodem od Silvii
- 200SX – 180SX przeznaczona na rynek europejski z silnikiem CA18DET.